# Tossal de Pollerini
El Tossal de Pollerini és una muntanya de 1.445 metres que es troba al municipi del Pont de Suert, a la comarca catalana de l'Alta Ribagorça.